# Bucerdea Grânoasă
Bucerdea Grânoasă (węg. Búzásbocsárd) – wieś w Rumunii, w okręgu Alba, w gminie Bucerdea Grânoasă. W 2011 roku liczyła 2212 mieszkańców.